# 35기 국수전
35기 국수전은 한국기원 소속 전문기사들이 참가하여 동아일보가 주최하는 국내 바둑 기전이다. 도전5번기 에서는 도전자 조훈현 九단이 전기 34기 국수 이창호 五단을 3대 2로 꺾고 우승하며 통산 13회 우승을 획득했다.

### 참가자격
- 한국기원 소속 전문기사

### 대국방법
- 제한시간 : 예선 및 본선 3시간 ,도전자결정전 4시간, 도전 5번기 5시간
- 덤 : 5집반(0.5집승)

## 대국 결과
| 대진                      | 연도   | 대국일자  | 승자                 | 패자                 | 결과             | 기보 |
| ------------------------- | ------ | --------- | -------------------- | -------------------- | ---------------- | ---- |
| 승자 준준결승             | 1991년 | 1월 29일  | 조훈현 九단          | 서봉수 九단          | 169수 흑 불계승  |      |
| 승자 준준결승             | 1991년 | 1월 29일  | 유창혁 四단          | 강훈(大) 七단        | 174수 백 불계승  |      |
| 승자 준준결승             | 1991년 | 3월 13일  | 이상훈(大) 二단      | 양재호 七단          | 257수 흑 1집반승 |      |
| 승자 준준결승             | 1991년 | 3월 25일  | 이동규 七단          | 최규병 五단          | 254수 백 불계승  |      |
| 패자 1회전                | 1991년 | 4월 3일   | 양재호 七단          | 강훈(大) 七단        | 62수 백 불계승   |      |
| 패자 1회전                | 1991년 | 9월 7일   | 서봉수 九단          | 최규병 五단          | 254수 백 1집반승 |      |
| 승자 준결승               | 1991년 | 4월 30일  | 이동규 七단          | 이상훈(大) 二단      | 242수 흑 8집반승 |      |
| 승자 준결승               | 1991년 | 5월 3일   | 조훈현 九단          | 유창혁 五단          | 144수 백 불계승  |      |
| 패자 2회전                | 1991년 | 7월 12일  | 서봉수 九단          | 이상훈(大) 二단      | 158수 백 불계승  |      |
| 패자 2회전                | 1991년 | 7월 15일  | 양재호 七단          | 유창혁 五단          | 283수 흑 2집반승 |      |
| 패자 준결승               | 1991년 | 8월 1일   | 양재호 七단          | 서봉수 九단          | 226수 흑 4집반승 |      |
| 승자 결승                 | 1991년 | 8월 7일   | 조훈현 九단          | 이동규 七단          | 127수 흑 불계승  |      |
| 패자 결승                 | 1991년 | 8월 14일  | 양재호 七단          | 이동규 七단          | 102수 백 불계승  |      |
| 도전자결정전 1국          | 1991년 | 9월 2일   | 조훈현 九단          | 양재호 七단          | 170수 백 불계승  |      |
| 도전자결정전 2국          | 1991년 | 9월 9일   | 조훈현 九단          | 양재호 七단          | 219수 흑 불계승  |      |
| 도전자결정전 3국 (최종국) | 1991년 | 9월 일    |                      |                      |                  |      |
| 도전 1국                  | 1991년 | 9월 28일  | 조훈현 九단 (도전자) | 이창호 五단 (국수)   | 141수 흑 불계승  |      |
| 도전 2국                  | 1991년 | 10월 7일  | 이창호 五단 (국수)   | 조훈현 九단 (도전자) | 261수 흑 1집반승 |      |
| 도전 3국                  | 1991년 | 10월 16일 | 조훈현 九단 (도전자) | 이창호 五단 (국수)   | 179수 흑 불계승  |      |
| 도전 4국                  | 1991년 | 10월 26일 | 이창호 五단 (국수)   | 조훈현 九단 (도전자) | 233수 흑 2집반승 |      |
| 도전 5국 (최종국)         | 1991년 | 11월 8일  | 조훈현 九단 (도전자) | 이창호 五단 (국수)   | 243수 흑 6집반승 |      |